# Langue physicaliste
 (février 2019).
Une langue physicaliste est une langue en partie formelle, restée à l'état de projet, dont la fonction est de traduire les phrases ou expressions usuelles dans les termes du langage de la physique. 
Pour Otto Neurath, à l'origine du projet de fondation d'une langue physicaliste, il faut construire une science universelle susceptible de couvrir tous les champs du savoir. Cette science unifiée n'est réalisable que si elle s'appuie sur un « jargon universel » constitué d'une langue « triviale » physicaliste servant elle-même d'ossature à une langue physicaliste formelle, ou « savante », de type physico-mathématique.

## Le projet physicaliste
Le projet de création d'une langue physicaliste trouve son origine dans les travaux des philosophes, scientifiques et logiciens du Cercle de Vienne, dans les années 1920 et 1930, essentiellement. À côté de la critique de la métaphysique et de la philosophie spéculative, les membres du Cercle de Vienne - Neurath, Carnap et Schlick en tête - ont exprimé le projet ambitieux de formuler un langage commun à toutes les sciences. Ce projet s'appuie sur le principe selon lequel un système linguistique qui donne satisfaction dans une science donnée peut également servir dans toutes les autres sciences, et il devient inutile de changer de langage lorsqu'on passe d'une science à l'autre. Le choix du langage de la physique comme langage unitaire de la science repose sur des considérations épistémologiques, et non sur des considérations métaphysiques sur la nature de la réalité. Cette langue, qui parle des objets physiques en termes de déterminations spatio-temporelles, doit devenir le langage universel de toutes les sciences, biologie et psychologie comprises.
Toutefois, on ne peut parler d'un projet commun ayant fait consensus dans ce sens parmi les membres du Cercle de Vienne. Il existe, en particulier, une différence notable entre le programme de Carnap, qui a émis l'idée d'une langue « phénoménaliste » fondée sur des « énoncés protocolaires », et celui de Neurath, le premier à avoir formulé le projet de constitution d'une langue qualifiée de « physicaliste ». Dans la polémique soulevée au sujet des énoncés protocolaires, Neurath parvint à convaincre Carnap d'abandonner le langage proprement phénoménaliste pour adopter le physicalisme, mais alors que Carnap défend une conception « fondationnaliste » du physicalisme – reposant sur des éléments irréductibles d'expérience vécue –  Neurath adopte une approche plus pragmatique du physicalisme, en partant des énoncés de la « langue triviale ». En outre, contre Schlick, Neurath et Carnap maintiendront tous deux que les énoncés de la langue physicaliste donnent une description quantitative des objets à partir des points de l'espace-temps.

## La langue physicaliste selon Neurath
La conception que Otto Neurath se fait d'un langage unitaire, ou jargon universel, est entièrement commandé par la seule fonction qu'il reconnaisse au langage, celle de permettre aux hommes de communiquer entre eux et de partager leurs savoirs. Aux yeux de Neurath, et contrairement à Carnap, ce n'est pas l'indétermination et l'imprécision de la signification des termes qui fait obstacle à la communication, mais plutôt la présence dans nos langages ordinaires de termes qu'il qualifie de « dangereux », précisément parce qu'ils mettent en péril la possibilité de communiquer. Ces mots et énoncés « dangereux » sont tous ceux qui expriment des croyances  magico-religieuses ou métaphysiques qui ne relèvent pas de ce que Neurath appelle « l'attitude du quand, où et comment ». Cette attitude est celle du scientifique mais Neurath insiste sur le fait qu'elle  peut être adoptée par tous avec n'importe quelle langue naturelle. Il est, par exemple, tout à fait possible, selon lui, de mettre en évidence les principes de la théorie de la relativité à partir des phrases de tous les jours, à condition toutefois d'en retirer les termes qui ne sont pas exprimables dans toutes les langues et pour tous les peuples . La promotion d'une langue unitaire consiste essentiellement à débarrasser nos langages des termes qui divisent, parce qu'ils sont l'expression de croyances particulières éloignées de l'observation.  
Cette position, Neurath l'exprime par une formule lapidaire : « Les termes métaphysiques divisent –  les termes scientifiques unissent » . Il insiste sur le fait que l'on peut facilement enseigner la langue physicaliste aux enfants, soulignant par là qu'il s'agit de la langue à la fois la plus commune et la plus accessible. Le projet de constitution d'une langue physicaliste ne doit donc pas conduire à forger de nouveaux concepts pour spécialistes mais, au contraire, il doit nous inciter à procéder à une sorte d'hygiène du langage applicable à tout type de discours, notamment au discours scientifique. Selon Neurath, le discours scientifique lui-même est miné par des « chausses trappes métaphysiques ». Aussi la science doit-elle exclure de son vocabulaire des termes apparemment scientifiques comme : « vrai », « faux », « fait » mais aussi « expérience », « observation », etc., qui ne sont en réalité que de vieilles expressions chargées d'absolutisme conduisant à des débats stériles et insolubles.

## La langue physicaliste selon Carnap
Dans le Manifeste du Cercle de Vienne (1929), Rudolf Carnap rédige un article intitulé « Le dépassement de la métaphysique par l'analyse logique du langage ». C'est là qu'il pose les linéaments d'une des premières formes de ce projet. 
Cet article se présente d'abord comme une réflexion sur le langage et la signification des expressions. Carnap y propose l'élaboration d'une langue « phénoménaliste », ou langage « protocolaire », constituée exclusivement de termes dont les conditions d'application sont suffisamment connues pour que tous les énoncés formés à partir de ces termes soient vérifiables par l'observation. Cette langue doit permettre ainsi de formuler précisément des comptes rendus d'expériences vécues concernant aussi bien la vie quotidienne que les observations du savant dans son laboratoire (le tout constituant le « donné » de l'expérience). 
Une fois cette langue protocolaire réalisée, Carnap lui assigne une contrainte supplémentaire : il faut que tous ses énoncés puissent être paraphrasés dans un langage mathématisé. C'est ainsi que se constitue le langage de la physique, système linguistique qui permet de retranscrire les énoncés protocolaires, essentiellement qualitatifs (ex.: « il fait très froid »), en énoncés quantitatifs (ex.: « la température est de -10 °C »). L'objectivité de ce langage mathématisé ne tient pas à sa portée métaphysique, comme cela pouvait l'être pour Galilée ou Descartes  mais à son caractère intersubjectif et universel. Un langage est intersubjectif s'il peut être compris de la même façon par tous grâce à la quantification de ses énoncés, et il est universel si l'on peut traduire en lui les énoncés des autres langages (de la science).

## Problèmes et controverses
La réalisation d'une langue physicaliste soulève certains problèmes qui ont été relevés par les détracteurs du Cercle De Vienne ainsi que par certains de ses membres, notamment quant à la possibilité d'assigner les contraintes du langage de la physique à tout objet d'études. La psychologie, par exemple, ne semble pas supporter de telles contraintes. Carnap a argumenté contre cette objection dans un article intitulé « Les concepts psychologiques et les concepts sont-ils foncièrement différents ? ».
Une autre objection a été soulevée contre Carnap par son collaborateur Neurath dans un article intitulé « Énoncés protocolaires » : on ne peut espérer donner de tous les termes d'une langue une définition qui ne requiert pas l'utilisation d'un terme lui-même non défini. Neurath recourt à une métaphore demeurée fameuse — celle des marins en haute mer :

« Il n'y a aucun moyen qui permettrait de faire, d'énoncés protocolaires dont on se soit définitivement assuré la pureté, le point de départ des sciences (...) Nous sommes tels des navigateurs obligés de reconstruire leur bateau en haute mer, sans jamais pouvoir le démonter dans un dock et le rebâtir avec de meilleures pièces (...) Les 'conglomérats' imprécis font toujours d'une certaine manière partie intégrante du bateau. »